# Hołdys.com
Hołdys.com – album Zbigniewa Hołdysa wydany w 2000 roku nakładem wytwórni Hołdys Recordz.

## Lista utworów
1. "Intro" – 00:53
2. "Pałac" – 03:27
3. "Jestem głupi" – 04:51
4. "Molier" – 05:19
5. "Another Day" – 04:42
6. "Stu kobziarzy" – 04:03
7. "Jeżeli jesteś tam" – 03:13
8. "Nie zabijaj" – 06:25
9. "Będziesz moja" – 05:07
10. "Kołysanka dla Tytusa" – 04:34
11. "Niewiele ci mogę dać" – 04:38
12. "Chcemy być sobą (Live)" – 02:58

## Twórcy
- Zbigniew Hołdys - śpiew, gitara
- Tom Cake - gitara, pianino
- Jacek Chrzanowski - gitara basowa
- Artur Gadowski - śpiew
- Grzegorz Grzyb - perkusja
- Wojciech Morawski - perkusja
- Anna Patynek - instrumenty perkusyjne
- Wojciech Pilichowski - gitara basowa
- Tytus Wojnowicz - obój